# Sophienberg Slot
Sophienberg er et tidligere kongeligt lystslot, senere kursusejendom  og hotel/festrestaurant ved Rungsted Strandvej i Hørsholm Kommune. Omkring 1900 havde Sophienberg ca. 100 tønder land. I dag har slottet 2,3 hektar park, og det blev i 2022 opkøbt af ejendomsselskabet Calum med henblik på at indrette det til boliger.

## Opførelsen
Slottets bygherrer var det byggelystne kongepar Christian 6. og Sophie Magdalene. Sophie Magdalene havde forud opført Hirschholm Slot, men i tilknytning hertil savnede parret et fristed ned mod Øresund, så de kunne nyde udsigten med de mange skibe. Opførelsen af det lille lystslot blev indledt af hofbygmester Nicolai Eigtved i 1742. Efter et par år var en mindre bygning klar, men den blev straks både udvidet og forhøjet, så først i 1746 var den endelig færdig. Bygningen fremstod som et enlænget hus i to etager, 24 fag langt. Central var et fremspringende midterparti dækket med en kobberkuppel. Herfra gik to lave forbindelsesfløje med lav taghældning. Bygningen sluttede i enderne med fremspringende pavilloner med høje mansardtage.

## Lystslottets skæbne
I 1771 blev lystslottet ramme om nogle af de skandaløse begivenheder ved hoffet under  Struensee. I 1780 overdrog Christian 7. stedet til sin halvbror Arveprins Frederik, der udvidende ejendommens jordtilliggende betydeligt. Efter et par ejerskifter kom gården til oberst Arnoldus von Falkenskiold. Han moderniserede og udvidede driften. Men det kongelige lystslot var alt for stort for hans behov, så han fjernede i 1807-09 hele overetagen og 1/3 af stuetagen og satte et valmet tag på resten. Byggematerialerne solgte han til entreprenører aktive i Københavns genopbygning. Huset havde nu blot karakter af en lidt større villa. Af de senere ejere nævnes komponisten P.E. Lange-Müller, der arvede gården efter sine svigerforældre.
I 1964 blev det amputerede slot fredet.

## Delvis genopførelse
Lange-Müllers barnebarn Salah ben Hannine opgav 1986 at føre stedet videre. Næsten al jorden var nu solgt til udstykning. Den nye ejer, entreprenørfirmaet Niels Thygesen & Co. lod ved arkitekterne Ib og Jørgen Rasmussen bygningen restaurere til 1990. De genopførte den manglende tredjedel af stueetagen, så husets symmetri er genskabt. De afholdt sig dog fra at genskabe overetagen og kobberkuplen. Restaureringen blev 1991 belønnet med Europa Nostra-prisen.   
Omkring 1900 havde Sophienberg ca. 100 tønder land. Tilliggendet til Sophienberg er i dag på 2,3 hektar park.

## Ejere af Sophienberg
- 1727-1729: Nikolaj Lambrecht
- 1729-1746: Christian 6.
- 1746-1770: Sophie Magdalene
- 1770-1780: Christian 7.
- 1780-1790: Arveprins Frederik
- 1790-1793: Statskassen
- 1793-1797: Johan Thomas de Neergaard
- 1797-1819: Oberst Arnoldus von Falkenskiold
- 1819-1821: Falkenskiolds dødsbo
- 1821-1826: Brændevinsbrænder Ole Sørensen
- 1826-1830: Baronesse Anna Gustava Wedel-Jarlsberg
- 1830-1851: Major Hans Gustav von Lilienskjold
- 1851-1852: Købmand Sigismund Johan Ree
- 1852-1857: Kaptajn Ludwig Wulff
- 1857-1860: Proprietær Waldemar Engelsted
- 1860-1872: Silke- og klædehandler Josias Schmidt
- 1872-1892: Konsul Frederik H. Block
- 1892-1897: Enkefru Block
- 1897-1922: Komponisten P. E. Lange-Müller og hustru Ruth, født Block
- 1922-1928: Irmelin Lange-Müller / Vibeke Lange-Müller / Merete Lange-Müller
- 1928-1942: Kvægopdrætter Brahim Ben Hannine og hustru Merete, født Lange-Müller
- 1942-1965: Enkefru Merete Hannine, født Lange-Müller
- 1965-1986: Salah Ben Hannine og Vibeke Lange-Müller
- 1986-1990: Entreprenørfirmaet Niels Thygesen & Co.
- 1990-1993: Byggeriets Realkreditfond
- 1993-2006: Gymmasieskolernes Lærerforening
- 2006-2017: Gunnar Ruben (sat til salg 2015)
- 2017-2022: ELF Developement (efter netauktion)
- 2022-: Calum A/S